# Lynda Holt
Lynda Holt (Perth, 9 marzo 1972) è un'ex atleta paralimpica australiana, medaglia d'argento nel getto del peso categoria F55 ai Giochi paralimpici di Sydney 2000.

## Biografia
Lynda Holt è nata il 9 marzo 1972, a Perth, nell'Australia Occidentale, dove è cresciuta con una sorella. È nata con la spina bifida. Dall'età di dieci anni, si muove con una sedia a rotella. Nel 1979 Holt era a Telethon Child, una campagna di raccolta fondi di Channel 7 per bambini disabili. Dopo aver lasciato la scuola superiore ha frequentato la Leederville TAFE dove ha completato il suo corso in studi di ufficio e segreteria. Holt ha lavorato in molti settori come l'emergenza medica e il reclutamento e ha avviato un'attività in proprio. Dopo ulteriori studi sul comportamento umano, ha aperto un "Live Well Centre" a Crows Nest, nel Nuovo Galles del Sud, che offriva una miscela di medicine naturali olistiche e servizi psicologici tradizionali. Nel 2017, Holt si è trasferita nel settore della disabilità una volta creato l'NDIS (National Disability Insurance Scheme) e ha aperto un'altra attività "Choice Consultancy Pty Ltd" che offriva servizi sia a clienti disabili che a persone anziane.

### Carriera sportiva
All'età di 9 anni Holt ha cominciato a praticare sport su carrozzina, e in questo periodo ha incontrato Louise Sauvage, sua rivale nella stessa classe, ma anche grande amica. Dopo aver praticato una serie di sport come atletica leggera, nuoto, pallacanestro, Holt decise di dedicarsi ai lanci. Ha gareggiato nei suoi primi campionati nazionali ad Adelaide nel 1981. Holt ha continuato a competere nei campionati nazionali in Australia fino alla sua adolescenza. Rappresentò l'Australia per la prima volta nel 1988 quando faceva parte di una squadra juniores che volò negli Stati Uniti per competere a livello internazionale.
Ai Campionati del mondo di atletica leggera paralimpica del 1998 a Birmingham, in Inghilterra, vinse due medaglie di bronzo: getto del peso e lancio del disco. In occasione delle Paralimpiadi di Sydney 2000, vinse la medaglia d'argento nel getto del peso categoria F55 con un lancio di 7,03 metri. Nella classe superiore F58, giunse decima nel lancio del disco con 20,94 metri. Frank Ponta è stato uno dei primi allenatori di Holt, e ha continuato a seguirla fino al ritiro, avvenuto nel 2002.

## Palmarès
| Anno | Manifestazione       | Sede       | Evento               | Risultato | Prestazione | Note |
| ---- | -------------------- | ---------- | -------------------- | --------- | ----------- | ---- |
| 1998 | Mondiali paralimpici | Birmingham | Getto del peso F55   | Bronzo    | 6,48 m      |      |
| 1998 | Mondiali paralimpici | Birmingham | Lancio del disco F55 | Bronzo    | 18,96 m     |      |
| 2000 | Giochi paralimpici   | Sydney     | Getto del peso F55   | Argento   | 7,03 m      |      |